# Deutsche Industrieforschungsgemeinschaft Konrad Zuse
Die Deutsche Industrieforschungsgemeinschaft Konrad Zuse oder kurz Zuse-Gemeinschaft ist eine Interessenvertretung gemeinnütziger Industrieforschungseinrichtungen in Deutschland. Sie trägt den Namen des deutschen Computererfinders Konrad Zuse. Die Mitglieder des technologie- und branchenoffenen Verbandes sind unabhängige Forschungseinrichtungen. Dabei handelt es sich vor allem um eingetragene Vereine oder gemeinnützige GmbHs, die nicht von Bund und Ländern gemeinsam grundfinanziert sind.
Die Zuse-Gemeinschaft versteht sich neben den Forschungsverbünden der Fraunhofer- und Max-Planck-Gesellschaften, der Helmholtz- und Leibniz-Gemeinschaften sowie den Hochschulen als „dritte Säule“ der deutschen Forschungslandschaft. Ihre Ziele sind die Beschleunigung industrieller Forschung und Entwicklungstransfers, die einheitliche Vertretung ihrer Mitglieder gegenüber Bund, Ländern und Wirtschaftsorganisationen und verbesserte Wettbewerbsfähigkeit, insbesondere durch gleichberechtigten Zugang zu Förderprogrammen.
Die Zuse-Gemeinschaft sieht sich, neben der Arbeitsgemeinschaft industrieller Forschungsvereinigungen (AiF), als Träger der Industrieforschung in Deutschland.

## Gründung
Die Zuse-Gemeinschaft wurde am 29. Januar 2015 in Berlin gegründet und präsentierte sich bei einer Veranstaltung am 24. März 2015 erstmals der Öffentlichkeit. Als Gründungsinstitute hatten sich der Gemeinschaft zu diesem Zeitpunkt bereits 68 der etwa 130 unabhängigen Forschungseinrichtungen in Deutschland angeschlossen. Nach Auskunft der Zuse-Gemeinschaft ging die Initiative zur Gründung von den Instituten selbst aus.

## Struktur
Die Organe der Zuse-Gemeinschaft sind:
- die Mitgliederversammlung,
- das Präsidium,
- der Senat und
- der Innovationsrat.

Der Sitz ist in Berlin. Ihr Präsident ist Martin Bastian, Hauptgeschäftsführer der Fördergemeinschaft für das Süddeutsche Kunststoffzentrum. Weitere Präsidiumsmitglieder sind Jacqueline Lemm, Geschäftsführerin des TFI - Deutsches Forschungsinstitut für Bodensysteme e. V., Bernd Grünler, Direktor des INNOVENT e. V. Technologieentwicklung Jena, Anke Schadewald, Vorstandsvorsitzende des Instituts für Kunststofftechnologie und -recycling e. V., Gregor Wrobel, Geschäftsführer der Gesellschaft zur Förderung angewandter Informatik, Peter Steiger, Vorstand für Verwaltung und Finanzen der Deutschen Institute für Textil- und Faserforschung Denkendorf, und Steffen Tobisch, Geschäftsführer des Instituts für Holztechnologie Dresden gemeinnützige GmbH.